# Elecciones estatales de Bremen de 1991

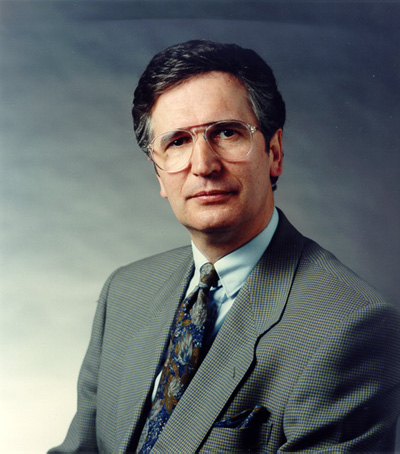
Klaus Wedemeier, candidato del SPD.

Las Elecciones estatales de Bremen de 1991 tuvieron lugar el 29 de septiembre de 1991, con el propósito de elegir a los miembros del Bürgerschaft de Bremen.

## Candidatos[1]
- SPD: Klaus Wedemeier
- CDU: Ulrich Nölle
- Verdes: Helga Trüpel
- FDP: Claus Jäger

## Resultado
La participación fue del 72,2 por ciento. El gobierno del SPD bajo el alcalde Klaus Wedemeier sufrió graves pérdidas y perdió por primera vez desde 1955, la mayoría absoluta de los escaños. Como resultado, la primera coalición semáforo del SPD, el FDP y los Verdes se formó en un estado federado. La Unión del Pueblo Alemán, que en las elecciones anteriores en 1987 había superado el umbral del 5% en Bremerhaven ahora lo había hecho en todo Bremen y se convirtió por primera vez en una fuerza política.
| Partido | Partido | Votos   | Porcentaje | Escaños (cambio) |
| ------- | ------- | ------- | ---------- | ---------------- |
|         | SPD     | 143.576 | 38,8       | 41 (-13)         |
|         | CDU     | 113.512 | 30,7       | 32 (+7)          |
|         | GRÜNE   | 42.096  | 11,4       | 11 (+1)          |
|         | FDP     | 35.087  | 9,5        | 10 (+0)          |
|         | DVU     | 22.878  | 6,2        | 6 (+5)           |
|         | GRAUE   | 6.157   | 1,7        | -                |
|         | REP     | 5.694   | 1,5        | -                |
|         | PBC     | 959     | 0,3        | -                |
|         | NF      | 106     | <0,1       | -                |
|         | EFP     | 83      | <0,1       | -                |